# Больной Вакх (Караваджо)
Больной Вакх (итал. Bacchino malato) — ранний автопортрет Караваджо (1573—1610) на мифологическую тему, датированный 1593-1594 годами.  Название картины возникло позже, когда в лице выздоравливающего от болезни юноши, изображённом на полотне, признали бога виноделия Вакха. Сейчас картина находится в Галерее Боргезе в Риме. По словам первого биографа Караваджо, Джованни Бальоне, это была картина для кабинета, написанная художником с использованием зеркала. 
Картина была написана в период пребывания Караваджо в Риме. Не имея возможности заплатить натурщику, художник срисовал для картины своё зеркальное отражение. Согласно статье 2009 года в американском медицинском издании Клинические инфекционные заболевания, картина указывает на то, что физическое недомогание Караваджо, вероятно, было связано с малярией, поскольку желтушный вид кожи и желтуха глаз являются признаками заболевания печени. Первое время полотно находилось в коллекции художника Джузеппе Чезари, у которого Караваджо работал помощником. Но впоследствии имущество д’Арпино, в том числе и «Больной Вакх», было арестовано за неуплату налогов. Картина оказалась в руках папы римского, а тот подарил её, вместе с коллекцией, кардиналу-племяннику Шипионе Боргезе.